# Amblyomma longirostre
Amblyomma longirostre, popularmente Carrapato-do-ouriço, carrapato de passarinho ou brinco de passarinho é um carrapato da família dos ixodídeos, encontrado no Brasil. Tal espécie de carrapato parasita ouriços (Erethizontidae) durante a fase adulta, e aves silvestres na fase larvar, quando são chamados de carrapato-de-passarinho.